# Ctenotus borealis
Espèce
Ctenotus borealis est une espèce de sauriens de la famille des Scincidae.

## Répartition
Cette espèce est endémique du Territoire du Nord en Australie.

## Étymologie
Le nom spécifique borealis vient du latin borealis, nordique, en référence à la distribution de ce saurien.

## Publication originale
- Horner & King, 1985 : A new species of Ctenotus (Scincidae, Reptilia) from the Northern Territory. The Beagle, vol. 2, no 1, p. 143-148.